# 술포포보콕쿠스 질리기
술포포보콕쿠스 질리기는 술포포보콕쿠스속에 속하는 한 종이다.